# Kapuzinerkloster Laufenburg
Das Kapuzinerkloster Laufenburg ist ein abgegangenes Kloster des Kapuzinerordens in der Stadt Laufenburg im Kanton Aargau in der Schweiz. Die Grundsteinlegung erfolgte 1654. Das Kloster wurde 1810 aufgehoben. Der mehrfach umgebaute und teilabgerissene Klosterkomplex wurde bis zum Neubau im Jahr 1982 als Bezirksspital genutzt. Auf dem ehemaligen Areal steht heute das Altenzentrum Klostermatte.

## Geschichte

### Gründung
Die flächendeckende Einrichtung von Kapuzinerklöstern in Vorderösterreich war ein Akt der Gegenreformation, der bereits nach dem Regierungsantritt Leopolds V. begann. Der Französische Krieg von 1633 bis 1648 und die darauf folgende französische Besatzung der Waldstädte bis zum 18. Oktober 1650 sorgte für eine Unterbrechung des Programmes, das unter Leopolds Sohn Ferdinand Karl wieder aufgenommen wurde. Unter der Maxime „Glaube und Treue“ sollte der weitgehend von protestantischen Gebieten umgebene habsburgische Korridor konfessionell gefestigt werden. 1633 waren die Besatzungen der Waldstädte in grossen Teilen zu den Schweden übergelaufen.
Bereits 1619 brachte der Grosse Rat der Stadt Laufenburg beim Kleinen Rat den Wunsch nach Errichtung eines Kapuzinerklosters vor. Am 8. März 1627 wurde eine Baukommission bestellt, der die Stadtpfarrer Fridolin Ranck und Jakob Zoller angehörten. Die kriegerischen Ereignisse nach der Übergabe der Stadt an die Schweden 1633 und die schwedisch-französische Besatzungszeit von 1638 bis zum Oktober 1650 verzögerten das Vorhaben.

### Bau
Unter der Aufsicht des Basler Fürstbischofs Johann Franz von Schönau übernahm die Schweizer Kapuzinerprovinz die Planung, Errichtung und Besetzung der drei Klostergründungen in Rheinfelden, Laufenburg und Waldshut. In Säckingen waren bereits die Franziskanerinnen vertreten. Ein frommer Wetteifer der Städte Laufenburg und Waldshut um die Schnelle der Errichtung ist eine Fama. Priorität hatte aus organisatorischen Gründen das Kloster Rheinfelden, das deshalb bereits 1657 fertiggestellt wurde. Ein bis etwa 1664 geführter handschriftlicher Kodex aus der Fürstenbergischen Hofbibliothek Donaueschingen, der Codex Donaueschingen 879 dokumentiert das Schweizerisch-Österreichische Gemeinschaftsprojekt.
Das Werk wird dem aus Pfullendorf stammenden Ordensbaumeister Probus Heine zugeschrieben. Dieser war als Baumeister des Ordens auch für die Errichtung des Laufenburger Klosterkomplexes verantwortlich, wie auch der von ihm unterschriebene Riss im Stadtarchiv Laufenburg belegt. Die Maurerarbeiten führte der örtliche Meister Johann Bentz aus. Den Boden stiftete der Stadtrat Thomas Stocker. Für den Klosterneubau in Laufenburg wurden 4206 Gulden veranschlagt, die durch weitere Stiftungen zusammenkamen.
Nach der Ankunft der ersten Kapuziner wurde im November 1650 (Zeitpunkt bei Romuald entnommen) ein Steinkreuz auf dem vorgesehenen Baugelände errichtet. Nach den Akten des Stadtarchives wurden die Kapuziner dagegen erst 1651 empfangen. Der Baubeginn verzögerte sich, da der Klosterbau im Schussfeld der Festungsbatterien mit der Militärverwaltung in Innsbruck abgestimmt werden musste.
Am 12. Juli 1654 erfolgte die Grundsteinlegung durch den Stadtpfarrer Franz Schaidt. Die Weihe der Konventskirche nahm gemäss Romuald von Stockach am 4. April 1660 der Titularbischof Thomas Heinrich von Chrysopolis vor, Suffragan des Fürstbistums Basel. Das Presbyterium wurde unter das Patronat des hl. Fridolin und die Laienkirche unter das Patronat der hl. Johannes’ des Täufers gestellt.

### 17. Jahrhundert
1664 richteten die Städte Rheinfelden, Laufenburg und Waldshut ein gemeinsames Gesuch an Erzherzog Sigismund Franz zur Anbindung ihrer Kapuzinerklöster an eine eigene Vorderösterreichische Ordensprovinz, da man nicht von den «jeweils abhold gewesten Schweizern» getröstet und geistlich versehen werden wollte. 1668 spalteten sich die 27 vorderösterreichischen Klöster am 16. April auf dem Provinzialkapitel der Schweizer Kapuzinerprovinz in Wil ab und gründeten die Vorderösterreichische Kapuzinerprovinz.

#### Aufgaben und Tätigkeiten des Klosters

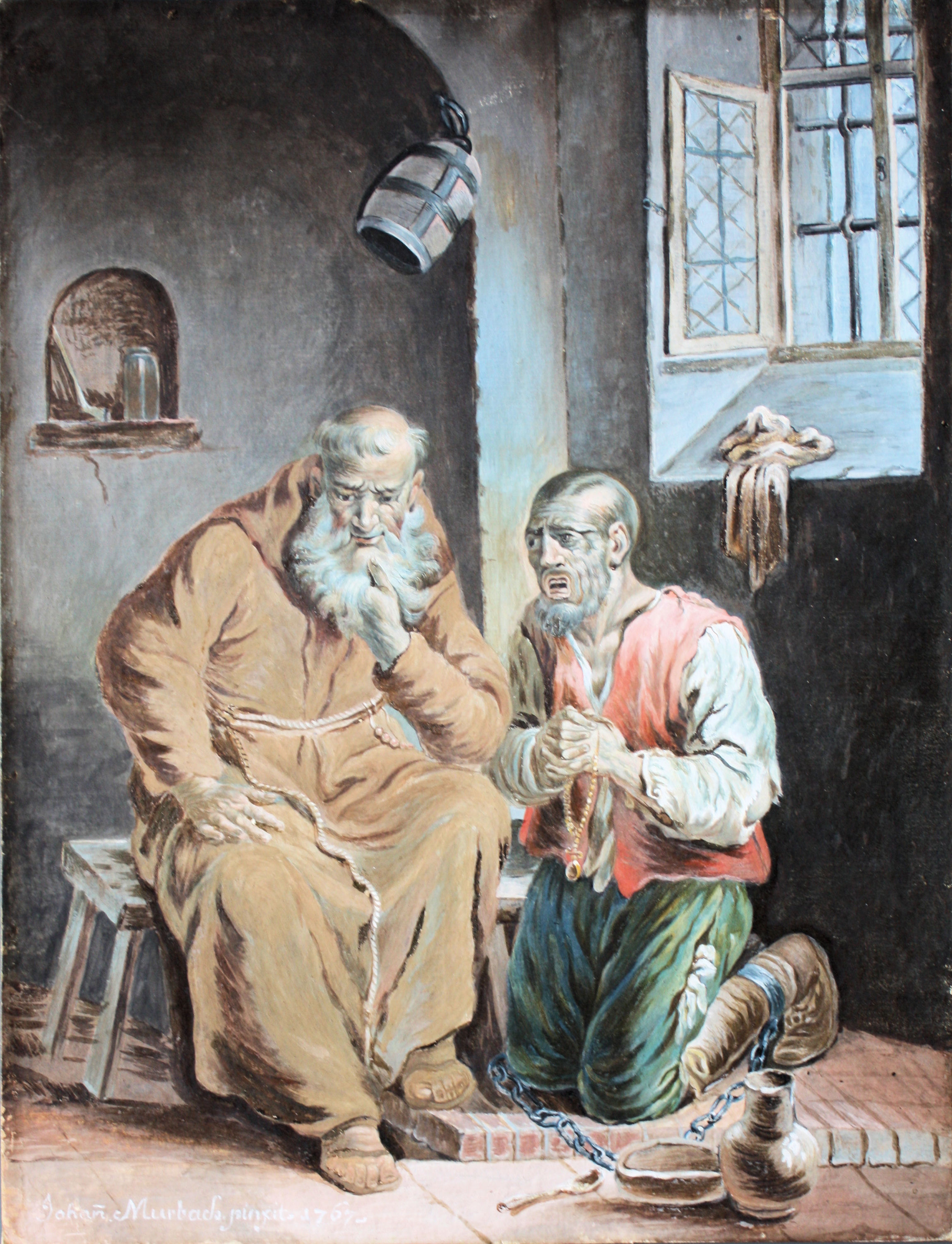
Johann Murbach: Kapuziner bei der Abnahme der Beichte, Gouache 1767

Die Kapuzinerpriester halfen zeitweilig innerhalb des Dekanats Laufenburg aus. Ab 1670 kam nach der Abschaffung des Pfarrzwanges die Abnahme der Beichte hinzu. In der Folge berichteten die vorderösterreichischen Kapuzinerklöster über jährlich bis zu 800'000 abgenommene Beichten. Das Laufenburger Kapuzinerkloster stellte den Beichtvater für das Damenstift Säckingen. Die seelsorgerische Betreuung der Kranken und Sterbenden war nach dem Usus der Zeit fast ausschliesslich den Kapuzinern anvertraut. Kapuziner nahmen sich in Gefängnissen Inhaftierter und Verurteilter an und begleiteten die zum Tode Verurteilten auf ihrem letzten Gang.
Ein weiterer Schwerpunkt lag in der Mission, die sich bis tief in die reformierten Kantone der Eidgenossenschaft erstreckte. Dies führte zu wiederholten Verhandlungen mit der eidgenössischen Tagsatzung. Zwischen 1658 und 1670 wurden jährlich im Schnitt 20 Zwinglianer zum katholischen Glauben zurückgeführt. Wiederholt versetzte man in der Eidgenossenschaft auffällig gewordene Laufenburger Kapuziner in entferntere vorderösterreichische Kapuzinerklöster. Der Kapuzinerorden erwarb sich grosse Verdienste bei der Versorgung der Pestkranken in den Epidemien des 16. und frühen 17. Jahrhunderts. Krankenseelsorge und Krankenpflege gingen ineinander über. 1690 grassierte eine tödliche Epidemie auch im Fricktal. Bei der seelsorgerischen Betreuung und Pflege der Erkrankten verstarben die PP. Renatus von Laufenburg und Johannes von Konstanz.

### Entwicklung der Klostergemeinschaft
Nach der Architectura Capucinorum bot das Kloster Platz für 26 Brüder. Es zeigte sich jedoch bald, dass die Klosterbauten zu eng angelegt waren. Die reelle Belegung dürfte bis in die 1780er Jahre zwanzig Konventsmitglieder einschliesslich der Laienbrüder nicht überschritten haben. Nach dem Verbot der Aufnahme von Novizen 1781 war eine Erweiterung des Konvents nur noch durch Übertritte möglich. Theoretisch erlosch das Verbot der Novizenaufnahme unter der Helvetischen Republik. In dieser Zeit steckten auch die angestammten Klöster der Schweizerischen Kapuzinerprovinz in wirtschaftlichen und personellen Nöten und waren nicht in der Lage, den übernommenen Klöstern in Rheinfelden und Laufenburg auszuhelfen.

### 18. Jahrhundert
1750 wurde der Altar der neuerrichteten Fideliskapelle geweiht. 1772 liess Kaiserin Maria Theresia mit dem Hoferlass vom 20. März nur noch geborene Österreicher in Leitungsämtern des Ordens zu. 1781 vollzog der letzte Definitor der Vorderösterreichischen Kapuzinerprovinz, R. P. Reinhard von Waldshut die von Wien am 24. März angeordnete Abtrennung der fürstenbergischen Kapuzinerklöster. 1788 wurde am 1. Februar das Almosensammeln, der Amulett- und Kräuterbüschelverkauf untersagt. Die Patres wurden durch den Religionsfonds unterstützt.
Im Österreichischen Erbfolgekrieg und in den Revolutionskriegen wurden die Brüder vertrieben und das Kloster diente den durchziehenden Truppen als Kaserne. Beim Rückzug der Franzosen unter General Tarreaux am 19. Oktober 1796 wurden die im Kloster einquartierten Franzosen von österreichischen Verbänden unter General Wolf heftig angegriffen. Nach der Zurückschlagung der Angreifer kam es zu Plünderungen des Klosters.

### 19. Jahrhundert

#### Säkularisation und Aufhebung

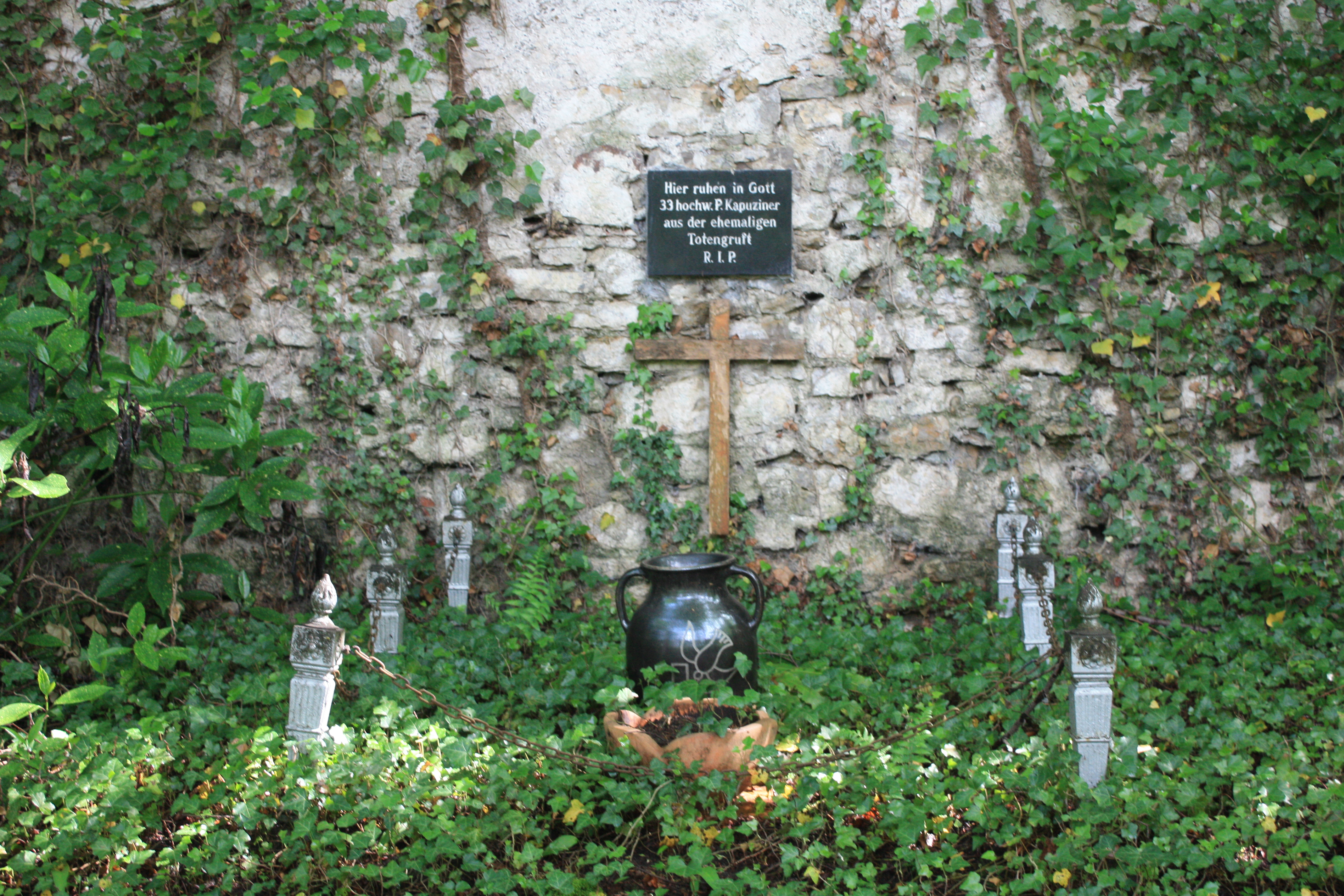
Kapuzinergrab an der Südmauer der Klostermatte Laufenburg.

Den langen Prozess der Säkularisation des Klosters leitete am 8. Juni 1781 ein Hofedikt in Wien ein, demzufolge keine Novizen aufgenommen werden durften. Das vorgezogene Ende folgte auf den Frieden von Lunéville am 9. Februar 1801. Durch die Bestrebungen des ehemaligen Waldshuter Physikus Sebastian Fahrländer wurde Laufenburg mit dem Fricktal am 13. August 1802 durch Frankreich der Helvetischen Republik zugeschlagen und gelangte in der Folge am 19. Februar 1803 an den neu geformten Kanton Aargau. Die Wiener Regierung ihrerseits rief im November 1803 alle Kapuziner aus den abgetrennten Gebieten in das Reichsgebiet zurück.
Der letzte Guardian des Laufenburger Kapuzinerklosters Laufenburg scheiterte mit seinen Bemühungen, das Kloster noch der Schweizer Kapuzinerprovinz anzuschliessen, obschon der Grosse Rat des Kantons Aargau den Erhalt am 18. Mai 1804 beschlossen hatte. Der Guardian ging in das Kapuzinerkloster Waldshut, wo er 1809 verstarb. Am 22. August 1805 wurde das Kloster aufgehoben und der Stadtgemeinde Laufenburg übereignet. Die beiden verbliebenen, aus Laufenburg stammenden Patres Gerhard Zepf und Quarinus Sulzer wurden durch den Kanton Aargau mit 500 Franken im Jahr weiter alimentiert. Der aus Säckingen stammende frühere Provinzial P. Azarias zog in das Kapuzinerkloster Waldshut. Die Kapuzinergruft unter der Fideliskapelle wurde ebenfalls aufgehoben. Die sterblichen Überreste der dort bestatteten 33 Kapuziner bettete man in ein Gemeinschaftsgrab an der Südmauer des Klosterareals um. Das 2010 für ein Ausstellungsprojekt entnommene gusseiserne Kreuz der Grabanlage wurde im Juni 2014 erneut aufgestellt.

#### Spätere Nutzung
Nach der Aufhebung von 1805 übernahm die Stadtgemeinde Laufenburg zunächst den Gebäudekomplex, um ihn 1812 an die Brüder Brentano zu veräussern. Nach vorübergehender privater Nutzung und einem Intermezzo als Knabeninternat «Internationales Institut» von 1879 bis 1883, wurde der Klosterkomplex nach einem Umbau und Abriss der Laienkirche 1905 als Bezirksspital eingerichtet. Mit dem Neubau des Bezirksspitals riss man den ehemaligen Klosterkomplex 1985 auch noch mit Billigung der kantonalen Denkmalpflege ab. Auf dem Gewann Klostermatte an der Spitalstrasse 8 steht heute das Altenzentrum Klostermatte. An das frühere Kapuzinerkloster erinnert nur noch die Ortsbezeichnung und das lange Zeit zugewachsene Kapuzinergrab an der Südmauer.

## Die Klosterbibliothek

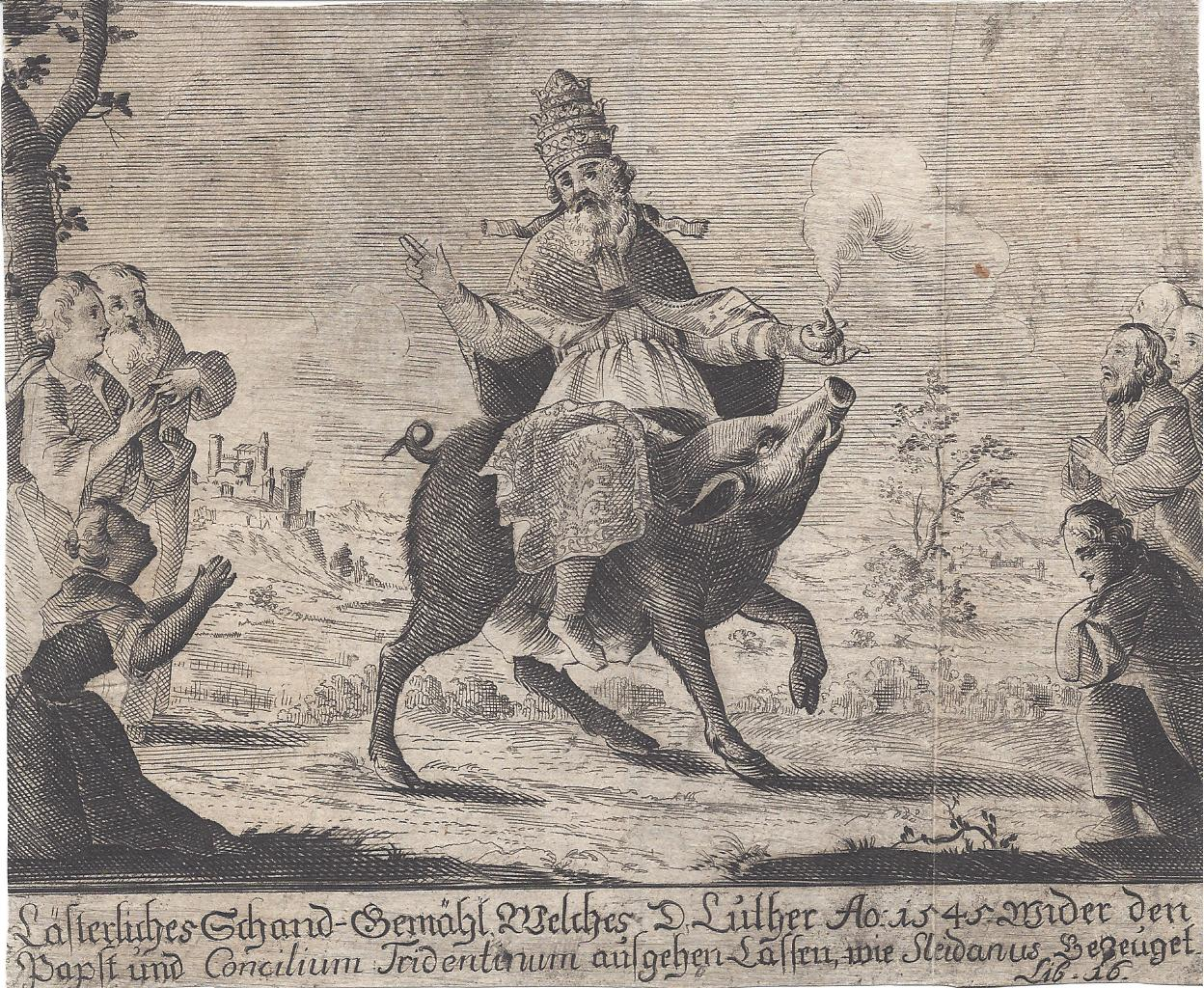
Johann Nikolaus Weislinger: Antireformatorische Illustration aus Friss Vogel oder stirb, 1726

Nach Romuald von Stockach sollen der bischöfliche Hofmeister Sebastian Sartorius aus Neustadt in Österreich und der Hochsaler Pfarrer Fridolin Senn die Klosterbibliothek aufgebaut haben.
Nach der Auflösung des Klosters gelangten die Bücher in die Aargauer Kantonsbibliothek. Der Bibliothekskatalog hat sich im Staatsarchiv Aargau erhalten. Den aus den Kapuzinerklöstern Laufenburg und Rheinfelden übernommenen Bestand stufte man noch 1857 als wenig oder nicht bedeutend ein, da er vornehmlich aus asketischen Schriften, Ausgaben der Kirchenväter und Klassikern bestand. Auf einen Bestand an Wiegendrucken in der Klosterbibliothek verweist eine Ausgabe der Sermones „Dormi secure“ de tempore des Johannes de Werdana vor 1485 mit einem Besitzvermerk des Klosters im Katalog der Badischen Landesbibliothek in Karlsruhe (INKA 11000952).

## Bauten

### Lage
Das Klostergelände lag vor dem Markttor und dem Bärenturm in einigem Abstand zu den Festungsanlagen.

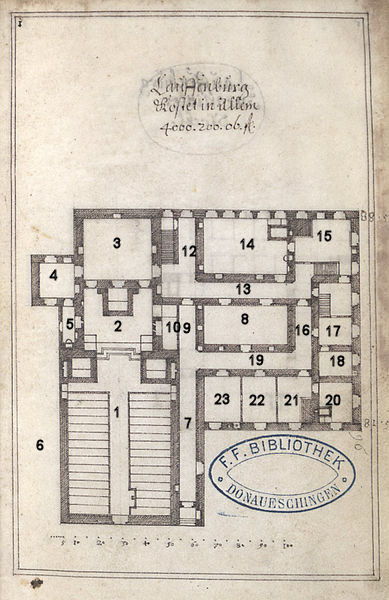
Lageplan des Erdgeschosses, um 1656

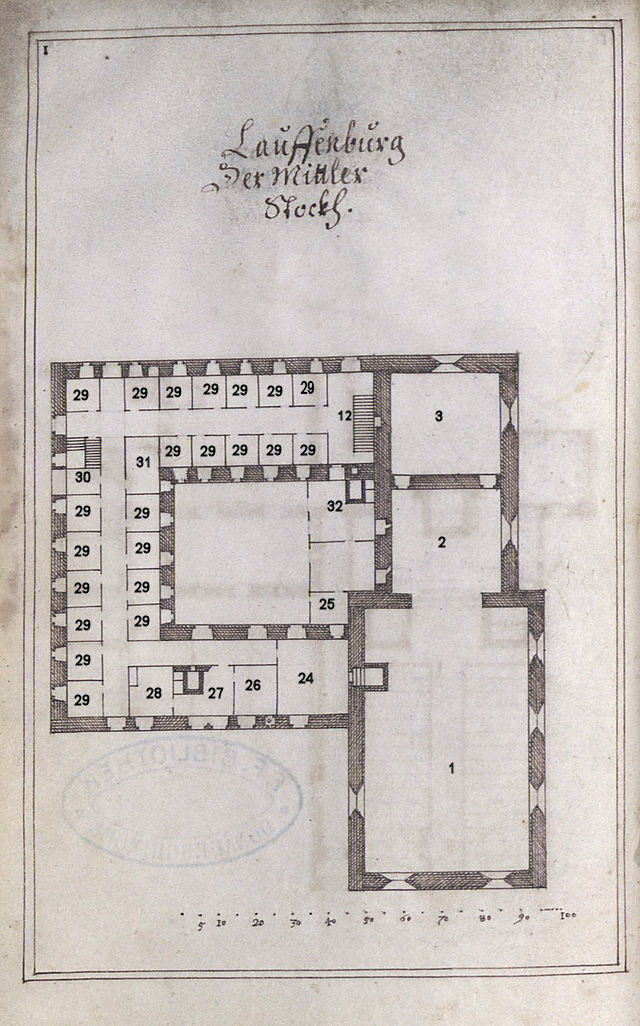
Lageplan des Mittelgeschosses, um 1656

### Laienkirche, Psallierchor und Presbyterium
Der Kirchentyp folgt dem venetisch-tirolischen Schema der zeitgenössischen Kapuzinerkirchen. Ausgehend von den bauzeitlichen Plänen für das Waldshuter Kloster in der Architectura Capucinorum stand die rechteckige Laienkirche (1) im Nordosten der Anlage. In dem kleinen, ihr südlich angebauten rechteckigen Gebäudetrakt mit zwei Kreuzgewölben folgten der durch das Chorgitter unter dem Transversalbogen abgetrennte Presbyterium (2) und nach Süden der Psallierchor (3). Der Psallierchor und das Presbyterium waren durch zwei während der Handlungen verschlossene Fenster und eine Trülle verbunden. Die beiden Fenster ermöglichten Beichte und Kommunion. Durch die Trülle wurden die aus liturgischen Gründen benötigten Mittel Wein, Wasser und Brot ausgetauscht. Konventsseitig ermöglichte ein oben gelegenes Fenster, den Einblick in die Laienkirche. Die Kanzel der Laienkirche wurde über die im Obergeschoss des Konventstrakts gelegene Bibliothek (24) erreicht. Nach Osten waren dem Psallierchor und dem Presbyterium eine kleine Sakristei (4) und ein Gang mit einem Wandbecken (5) angebaut. Auf der Westseite des Presbyteriums befand sich das Oratorium (10).
Der Hochaltar zeigte die Patrone Johannes den Täufer und den heiligen Fridolin von Säckingen. Die Nebenaltäre waren Maria und Joseph sowie den Heiligen Antonius von Padua und Franz von Assisi geweiht. Über der Chorschranke unter dem Transversalbogen war eine von Heinrich und Melchior Fischer zwischen 1610 und 1620 gefertigte Kreuzigungsgruppe angebracht. Aus dem Ensemble hat sich die Figur der Maria erhalten.

### Fideliskapelle
1729 wurde der Feldkircher Guardian Fidelis von Sigmaringen, ein Märtyrer des Kapuzinerordens, selig- und am 29. Juni 1746 von Papst Benedikt XIV. zusammen mit Kamillus von Lellis heiliggesprochen. Zum Gedenken des Martyriums in der Schweiz wurde die 1754 erstmals erwähnte Fideliskapelle (6) an die Ostmauer der Laienkirche im rechten Winkel angebaut. Die Weihe des Altars der Fideliskapelle nahm am 8. September 1750 der Fürstbischof von Basel Josef Wilhelm Rinck von Baldenstein vor. Die Fideliskapelle blieb zunächst erhalten und wurde noch bis Ende der 1970er Jahre als Spitalkapelle genutzt.
Über die Ausstattung der Fideliskapelle kann nur gemutmasst werden. Vorstellbar wäre wie in Rheinfelden ein Altarblatt mit einer Apotheose des hl. Fidelis. Möglich wäre auch eine zentrale Skulptur. Unter der Fideliskapelle wurde wie im Kapuzinerkloster Rheinfelden und im Kapuzinerkloster Waldshut eine Gemeinschaftsgruft angelegt. Üblicherweise legte man derartige Kapuzinergrüfte als flachtonnengewölbte Säle mit seitlichen Columbarien in drei oder vier Zonen an. Diese boten Platz für bis zu 60 Bestattungen.

### Konventstrakt
Der vierflügelige Konventstrakt, das Quadrum, westlich der Kirche wurde durch den Eingangskorridor (7) erschlossen. Der verschmälerte Ostflügel (9) beinhaltete das Oratorium (10) mit Fenster zum Psallierchor. Klosterhofseitig (8) war eine halboffene Galerie (9) angelegt. Über eine Tür zur Klausur gelangte man in die geschlossene Galerie (11) des Südflügels, die das Treppenhaus (12), das heizbare Refektorium des Konvents (13) und die Klosterküche (14) erschloss. Im wieder ausserhalb der Klausur gelegenen Westflügel lag eine wiederum geschlossene Galerie (15), die zum Waschraum (17) und dahinter gelegenen Loca secreta (18) führte. Die davor gelegene, über die Küche erreichbare Speisekammer war über ein zweites Treppenhaus (16) mit der Fruchtschütte und dem Keller verbunden. Im nördlichen Querflügel, der wiederum durch eine halboffene Galerie (19) ausserhalb der Klausur erschlossen wurde, lagen westlich das mit einem Ofen versehene Pilgerzimmer (20), der Speiseraum für Arme und Bedürftige (21), ein Besucher- oder Beichtzimmer (22) und das Sprechzimmer (23).
Im Obergeschoss des Quadrums befanden sich die Bibliothek (24) mit Zugang zur Kanzel der Laienkirche, ein kleiner Raum als Durchgang zur Infimeria (25), die Foresteria (Besucherzimmer) (26, 27, 28) für Gäste und für die Visitatoren, das Domitorium mit 22 Einzelzellen, die nur die Sicht auf Garten und Innenhof freigaben (29), das Wäschezimmer (30), die Schneiderei (31) sowie die Infirmeria mit Kranken- (32) und Sterbezimmer (33), von denen aus Sehschlitze eine Sichtverbindung zum Altar ermöglichten.
Die Inneneinrichtung wurde bereits bei den Kampfhandlungen zwischen Österreichern und Franzosen am 19. Oktober 1796 schwer beschädigt. Zu Laufenburg hat sich neben dem Grundriss in der Architectura Capuzinorum auch ein von Probus Heine unterzeichneter Grundriss aus dem Jahr 1654 im dortigen Stadtarchiv erhalten. Im Vergleich ist das Quadrum auf diesem Riss in der Kirchenachse verschmälert.